# Justicia vagabunda
Justicia vagabunda är en akantusväxtart som beskrevs av Raymond Benoist. Justicia vagabunda ingår i släktet Justicia och familjen akantusväxter. Inga underarter finns listade i Catalogue of Life.